# Samuel Hierstadius
Samuel Hierstadius, född i 1 maj 1671 i Stora Åby socken, död 14 mars 1736 i Västra Tollstads socken, var en svensk präst.

## Biografi
Samuel Hierstadius föddes 1 maj 1671 i Stora Åby socken. Han var son till kyrkoherden Haquinus Nicolai Hierstadius och Elisabet Samuelsdotter. Hierstadius blev 1688 student vid Uppsala universitet och prästvigdes 14 maj 1700, Han blev 1697 kollega i Linköping och 9 september 1703 kyrkoherde i Västra Tollstads församling, tillträdde 1704. Hierstadius var respondent vid prästmötet 1707 och predikant vid prästmötet 1710. Han avled 14 mars 1736 i Västra Tollstads socken.

### Familj
Hierstadius gifte sig med Agneta Margareta Cassel (1681–1738). Hon var dotter till handlaren Leonard Cassel i Eksjö. De fick tillsammans barnen Elisabet Catharina (1705–1772), Haqvin (1707–1766), Samuel Hierstedt (1709–1775), rektorn Johan Hierstedt (född 1712) vid Skänninge trivialskola, Agneta Margareta Hierstedt (1714–1761), som var gift med kyrkoherden Anders Duræus i Ljungs församling, Helena Hierstedt (1716–1717) och Anna Maria Hierstedt (1720–1720).